# سیارک ۹۲۲۰
سیارک ۹۲۲۰ (به انگلیسی: 9220 Yoshidayama، نامگذاری:1995XL1)۹۲۲۰مین سیارک کشف شده‌است که در ۱۵ دسامبر ۱۹۹۵ کشف شد.